# Luděk Matura
Luděk Matura (9. srpna 1920 Svítkov – 2. července 1942 Pardubice) byl úředník a během druhé světové války účastník protinacistického odboje, spolupracovník výsadku Silver A.

## Životopis
Luděk Matura byl úředníkem městského popisného úřadu v Pardubicích, který se narodil a žil v tehdy samostatné obci Svítkov v dnešním čp. 502 v Přerovské ulici. V mládí absolvoval hospodářskou školu v Chrudimi. Během druhé světové války se zapojil do protinacistického odboje. Mimo jiné pomáhal jednatelce pardubického ochotnického spolku Áje Žváčkové obstarat falešné dokumenty pro členy výsadku. Poté, co se po zradě Karla Čurdy rozjelo zatýkání odjel na žádost Marie Paloušové 17. června 1942 na kole do vesnice Ležáky varovat radistu Jiřího Potůčka. Společně během noci odvezli ze Švandova mlýna radiostanici Libuše opět na kolech do Mnětic, kde jí společně s Josefem Chrbolkou zakopali v lese.
Luděk Matura byl zatčen 20. června během představení svítkovského kina. Přihlásil se až na druhou výzvu poté, co zasahující příslušníci Gestapa pohrozili zastřelením nevinných diváků. Po výsleších a věznění v pardubické donucovací pracovně byl Luděk Matura popraven na pardubickém Zámečku 2. července 1942. Ve stejný den a na stejném místě byli popraveni i Ája Žváčková, Marie Paloušová a Josef Chrbolka. Jejich těla byla spálena v pardubickém krematoriu a popel vysypán do Labe.

## Posmrtné připomínky
Na jeho počest byla na pardubickém sídlišti Dubina pojmenována jedna z ulic. Na jeho domě ve Svítkově byla po válce umístěna pamětní deska. V letech 2015 až 2016 proběhla demolice domu a výstavba nového. Pamětní deska byla v roce 2017 přenesena na kamenný blok ve svítkovském parku. Jeho jméno je uvedeno i na blízkém pomníku věnovaném obětem první i druhé světové války.

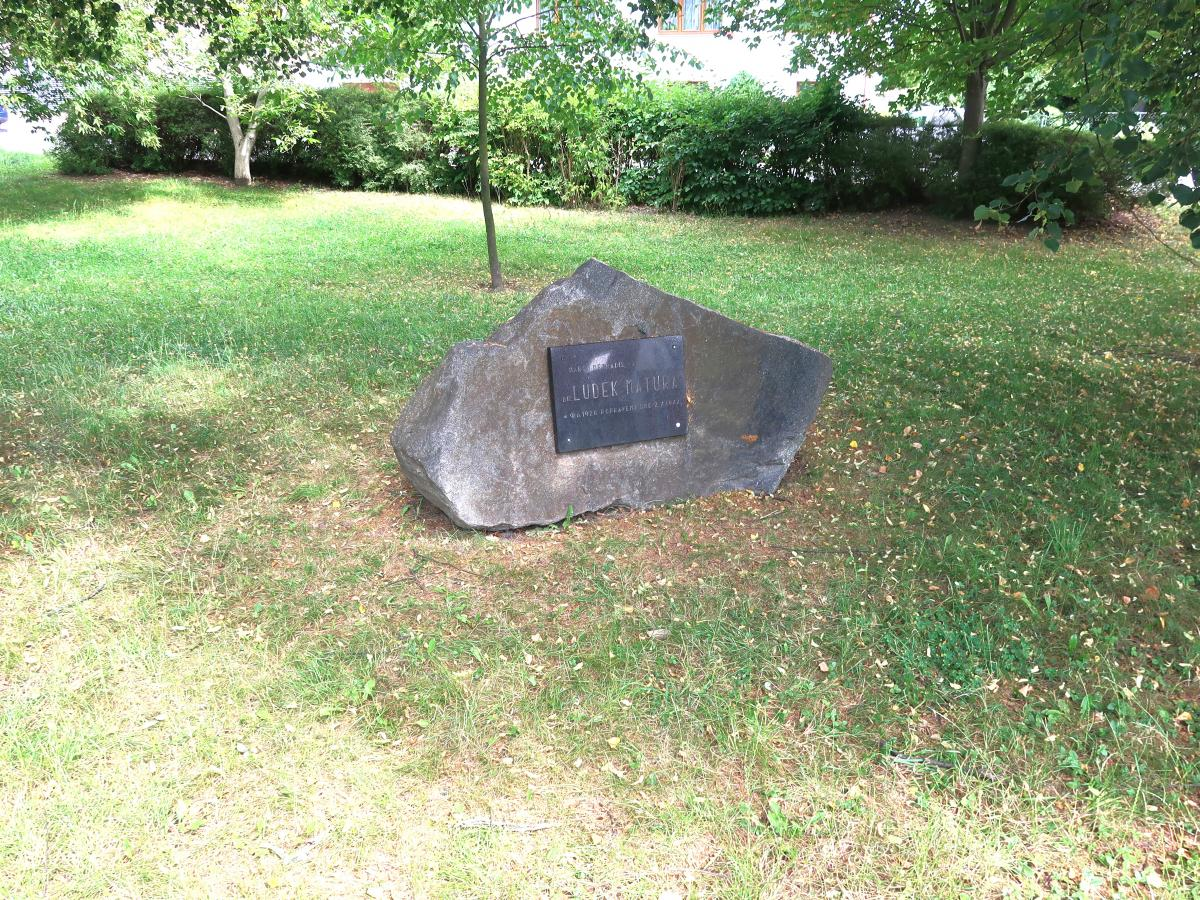
Pomník Luďka Matury ve Svítkovském parku
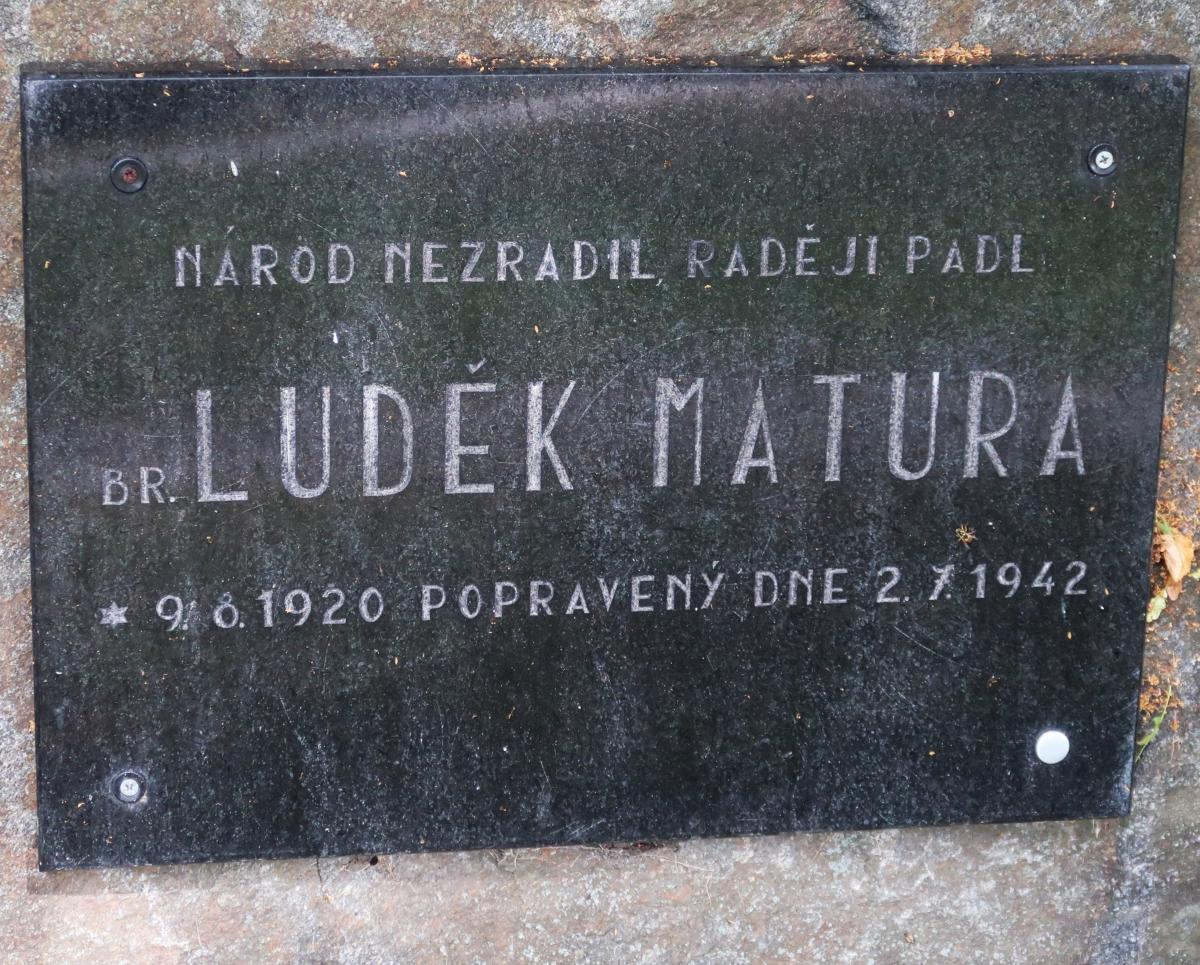
Detail pamětní desky na pomníku Luďka Matury ve Svítkovském parku
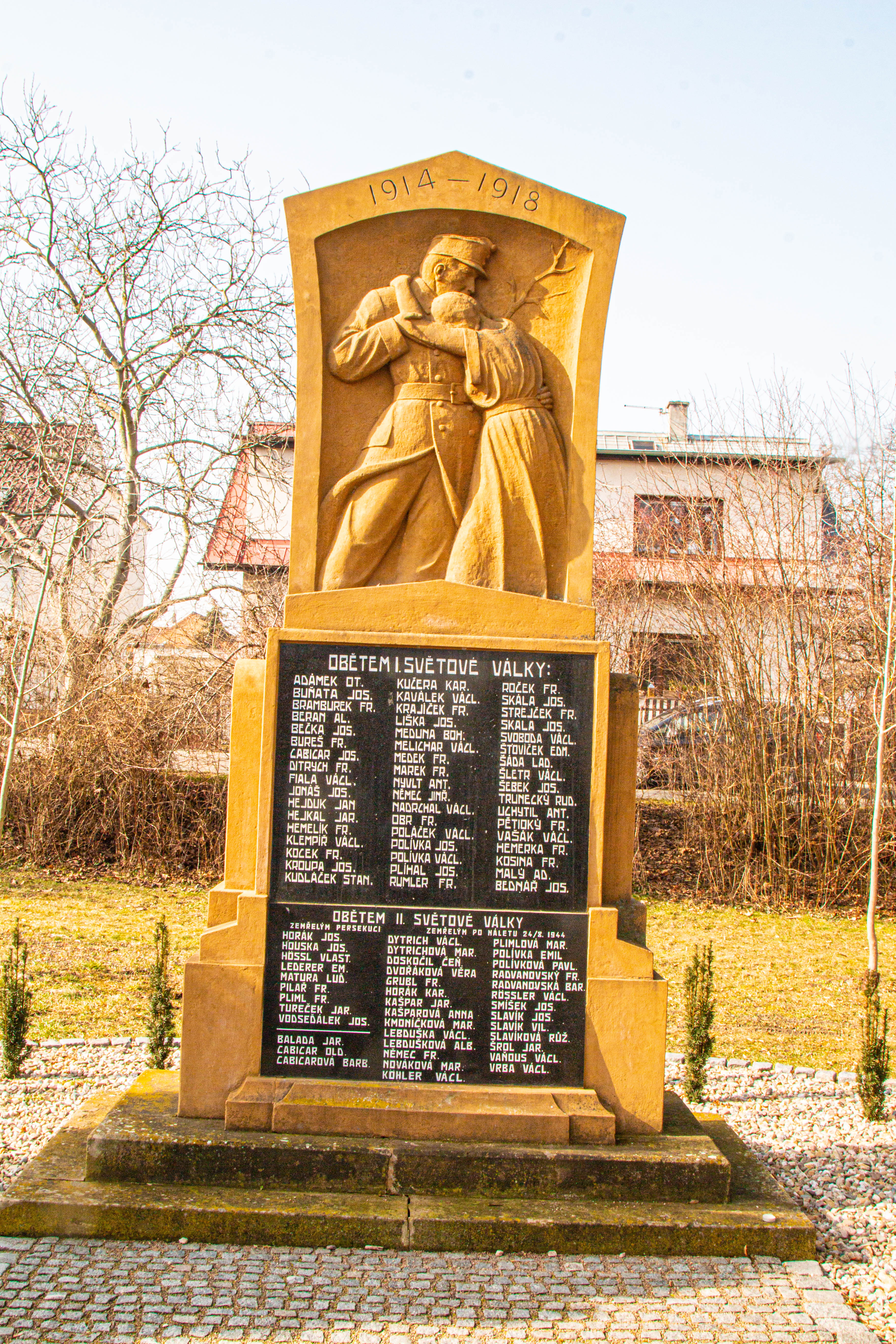
Pomník obětem světových válek se jménem Luďka Matury ve Svítkovském parku